# Gephyrochromis lawsi
Gephyrochromis lawsi es una especie de peces de la familia Cichlidae en el orden de los Perciformes.

## Morfología
Los machos pueden llegar alcanzar los 12,8 cm de longitud total.

## Hábitat
Es una especie de clima tropical entre 24 y 28 °C  de temperatura.

## Distribución geográfica
Se encuentran en África: norte del lago Malawi.